# The Joshua Tree
The Joshua Tree је пети студијски албум ирске рок групе U2 који је издат 9. марта 1987. године. Албум се снимао у периоду од јула до новембра 1986. године у Даблину. На албуму се пре свега налазе нумере које треба да подсете слушаоца на саме корене рок музике. Остали жанрови који се јављају су: кантри музика, блуз рок, фолк рок и госпел. Албум пре свега одсликава фасцинацију чланова бенда Америком и свим идејама које су уграђене у темељ америчке државе.

## Списак песама
Све песме су компоновали чланови групе, док је аутор текстова Боно.